# 오르한 파무크
오르한 페리트 파무크(튀르키예어: Orhan Ferit Pamuk, 1952년 6월 7일 ~ )는 튀르키예 공화국의 소설가, 수필가이다. 현재 미국 컬럼비아 대학교 비교문학과 글쓰기 교수로 재직 중이다. 그의 작품은 포스트모더니즘 문학과 밀접한 연관을 맺고 있다. 튀르키예 및 국제 문학상을 여럿 수상했으며, 2006년 10월 12일에 튀르키예인으로는 최초로 노벨 문학상을 수상했다. 노벨상을 받은 가장 젊은 작가 2명 중 한명이다. 그의 책은 58개국 언어로 번역되어 있다. 2005년도 타임지가 선정한 가장 영향력 있는 100명(타임 100 list)에 선정되었다. 또한 2005년 11월(54위)과 2008년 6월(4위)에는 미국의 포린 폴리시와 영국의 프로스펙트 잡지가 인터넷으로 진행한 앙케이트에서 세계 100대 지식인에 선정되기도 했다.

## 생애
튀르키예 전역의 철도를 설치한 엔지니어 1세대인 할아버지와, 독일 베를린에서 법학을 공부한 외할아버지를 둔 상류층 집안에서 태어났다. 파무크 가족은 이스탄불의 유럽 지구에 위치한 니샨타시으의 파무크 아파트에서 한데 모여 살았다. 부모가 어려서 이혼하였으며, 이스탄불 공과대학의 건축학과로 진학하였으나 자퇴를 하고, 저널리즘으로 전공을 바꿨다.
파무크는 "제1차 세계대전을 전후해서 1백만 명의 아르메니아인과 30만 명의 쿠르드인이 튀르키예 당국의 손에 학살당했는데도 튀르키예는 지금도 그 사실을 인정하지 않고 있고, 그 사건에 대한 공개 언급이나 토론을 금지하고 있다"고 주장하여 튀르키예내에서 많은 논란을 일으켰다.

## 작품

### 한국어 번역판
- 《제브데트 씨와 아들들》
- 《고요한 집》
- 《내 이름은 빨강》 ISBN 89-374-8041-7, ISBN 89-374-8042-5
- 《눈》 ISBN 89-374-8066-2
- 《하얀 성》 ISBN 8937462710
- 《새로운 인생》 ISBN 9788937461347 ISBN 89-374-0319-6
- 《검은 책》
- 《이스탄불》
- 《순수박물관》
- 《내 마음의 낯섦》(2017년, ISBN 9788937434785)